# Вичазец, Герта
Ге́рта Ви́чазец, немецкий вариант — Йоганна Генриетта Леманн (в.-луж. Herta Wićazec, нем. Johanne Henriette Lehmann, 4 февраля 1819 года, Будишин, Саксония — 24 марта 1885 года, Будишин, Саксония) — первая в истории серболужицкая женщина-поэт.

## Биография
Родилась 4 февраля 1819 года в семье Яна Корлы Густы Вичаза и Марии Мучерец в городе Будишин (Баутцен). Раннее детство провела в одной из лужицких деревень в окрестностях Будишина. После окончания средней школы проживала в Будишине, где пела в хоре местной лютеранской церкви. Начала писать свои первые стихотворные произведения на немецком языке в конце 40-х годов XIX века в стиле поздней романтической немецкой поэзии. На её первый этап поэтического творчества повлияли немецкие поэты Карл фон Гюндерроде и Аннета фон Дросте-Хюльсхоф. В Будишине познакомилась с молодым учителем и писателем Яном Богувером Мучинком, который вдохновил её писать стихотворения на верхнелужицком языке. Позднее у них возникли любовные отношения, однако Ян Богувер Мучинк женился на другой женщине. Эта трагедия в жизни Герты Вичазец сильно повлияла на её стихотворное творчество, которое представляет собой лирический дневник.
С 1848 года по 1850 год публиковала свои произведения в различных серболужицких газетах. В 1854 году Ян Богувер Мучинк издал свой поэтический сборник «Boža krasnosć w stwórbi», в котором опубликовал несколько стихотворений Герты Вичазец.
О творчестве Герты Вичазец упоминает Михал Горник в своём издании «Čitanka» от 1863 года. Адольф Чёрный в 1900 году написал статью о жизни и творчестве Герты Вичазец в журнале «Časopis Maćicy Serbskeje», где привёл несколько стихотворений Герты Вичазец.
Скончалась 24 марта 1885 года в Будишине.